# Okręg Aubusson
Okręg Aubusson (fr. Arrondissement d'Aubusson) – okręg w południowej Francji. Populacja wynosi 38 800.

## Podział administracyjny
W skład okręgu wchodzą następujące kantony:
- Aubusson,
- Auzances,
- Bellegarde-en-Marche,
- Chambon-sur-Voueize,
- Chénérailles,
- Courtine,
- Crocq,
- Évaux-les-Bains,
- Felletin,
- Gentioux-Pigerolles,
- Royère-de-Vassivière,
- Saint-Sulpice-les-Champs.